# جوني كوتش
جوني كوتش (بالإنجليزية: Johnny Couch)‏ هو لاعب كرة قاعدة أمريكي، ولد في 31 مارس 1891 في فاون في الولايات المتحدة، وتوفي في 8 ديسمبر 1975 في بالو ألتو في الولايات المتحدة.

## وصلات خارجية
- جوني كوتش على موقعبيزبول رفرنس.كوم (الدوري الرئيسي) (الإنجليزية)
- جوني كوتش على موقعبيزبول رفرنس.كوم (الدوري الثانوي) (الإنجليزية)